# 都卜勒光譜學

本圖中較小物體（如太陽系外行星）環繞較大物體（如恆星）會使恆星速度和位置產生變化，而兩者都環繞質心（紅色十字）。

都卜勒光譜學（英語：Doppler spectroscopy），即利用徑向速度量測以光谱学方式搜尋太陽系外行星。該法是以觀測恆星光譜中譜線的都卜勒效應以尋找是否有行星環繞。
因為距離的關係，從地球上所見的系外行星光度極弱，難以直接觀察，雖然在2004和2005年已有直接觀察到太陽系外行星的聲明。因此必須以間接方式觀測太陽系外行星，因為其母星所受到影響更容易觀察。目前成功的方式包含都卜勒光譜、天體測量、微引力透镜、脈衝星計時法、凌日法。直到2011年9月15日，超過90%已知系外行星都由都卜勒光譜學法發現。

## 歷史

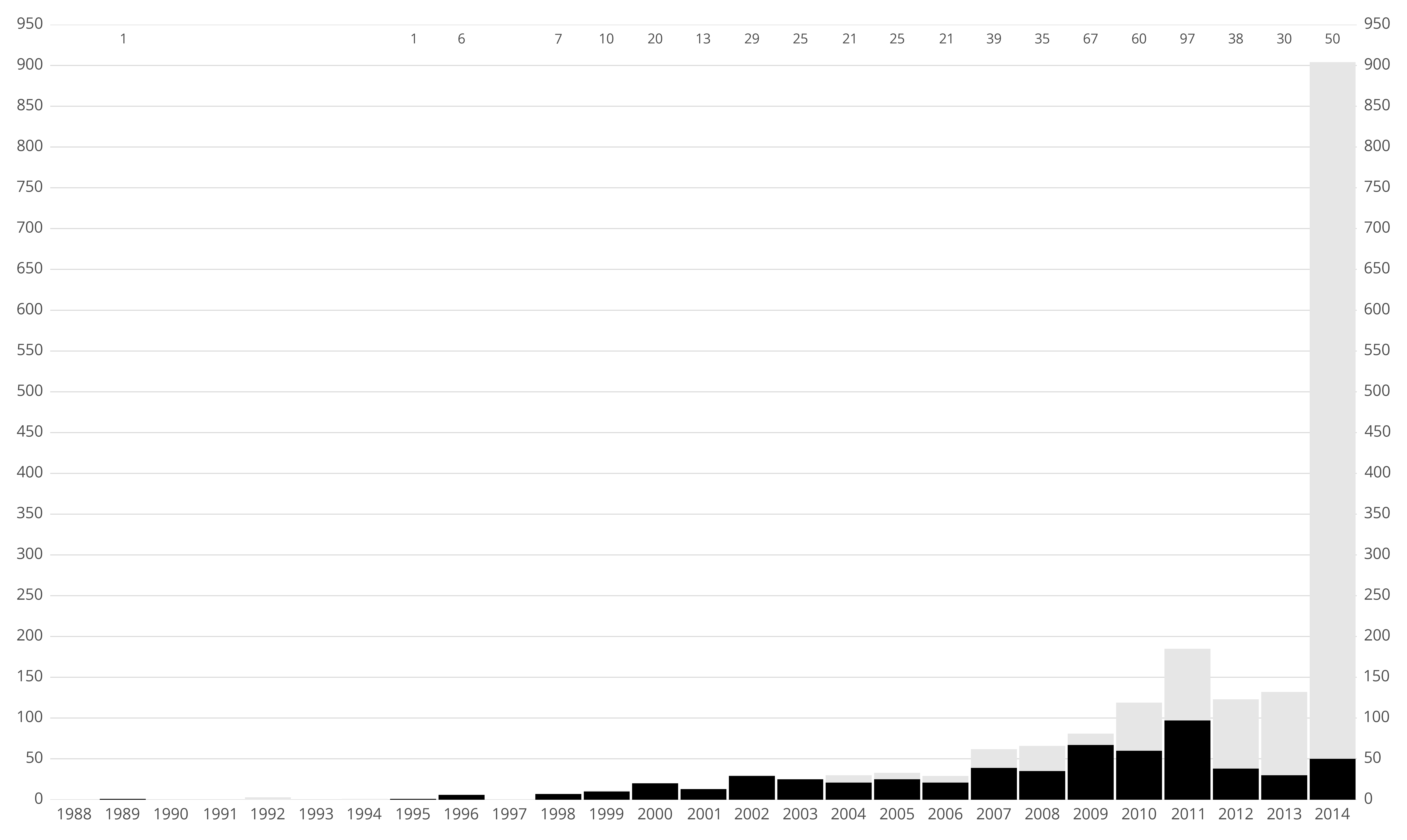
直到2014年2月以徑向速度發現的系外行星數量（黑色），其他方式發現的系外行星數量以淺灰色表示。

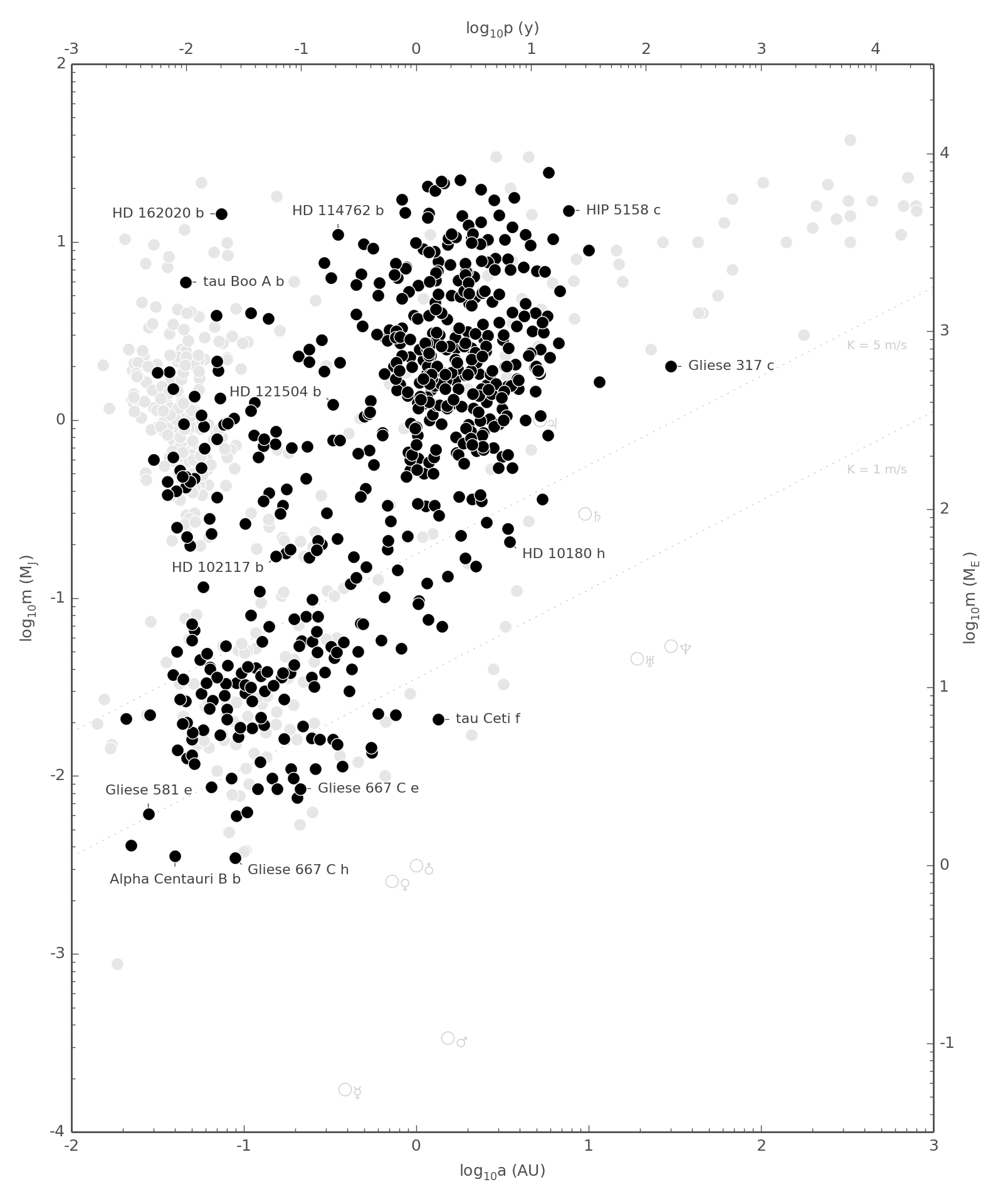
以徑向速度法（黑色圓）和其他方法（淺灰色圓）發現的系外行星質量和軌道半長軸比較

奥托·斯特鲁维在1952年時曾建議使用強力的攝譜儀偵測系外行星。他指出一個如木星大小的巨大行星會使其母星輕微振動，這是因為兩個天體會以兩者質心為中心旋轉。他推測由連續性變化的徑向速度造成的都卜勒效應小幅度變化會在恆星光譜中出現，可使用強力攝譜儀在恆星光譜中看到紅移和藍移。但當時的技術所量測的誤差高達 1,000m/s 以上，無法用來偵測行星。徑向速度的預期變化非常小，例如木星在12年公轉週期中使太陽徑向速度的變化只有 13 m/s，地球一年公轉週期中使太陽徑向速度變化更只有0.1 m/s，因此必須要以長時間和高光學解析度的儀器進行觀測。
光譜儀和觀測技術在1980和1990年代的進步讓天文學家發現了首顆太陽系外行星。於1995年10月被偵測到的首顆系外行星飛馬座51b就是以都卜勒光譜學法發現。在那之後確認了超過300個太陽系外行星被發現，其中大部分都是在凱克天文台、利克天文台、英澳天文台和日內瓦系外行星搜尋計畫以都卜勒光譜學法發現。
貝葉斯-克卜勒週期圖法（Bayesian Kepler periodogram）是一個數學演算法，已可成功在徑向速度量測上偵測恆星周圍環繞一或多顆行星。該演算法涉及徑向速度資料的贝叶斯推断，必須設定一或多個克卜勒軌道參數以進行先验概率的概率分布空間。這種分析可能必須使用馬可夫鏈蒙地卡羅方法實現。
本法已應用在HD 208487行星系，檢測系統內可能的公轉周期約1000日行星，但這也可能是恆星活動造成的假象。本法也應用在HD 11964行星系，該系統被認為有一個運轉週期一年的行星，但並未在簡化的資料中發現其證據，這可能是地球繞太陽公轉造成的假象。

## 步驟
必須要有一系列步驟將恆星發出的光形成光譜。恆星光譜的週期變化可能會被偵測到，主要是特定譜線的波長周期性增加或減少。這些變化可以指示恆星的徑向速度因為行星的存在而改變，在光譜中產生都卜勒效應。
如果行星確實存在，可以從恆星徑向速度的變化得知行星的質量。以下時間和徑向速度關係圖就是一個特定的曲線（在圓周運動中是正弦曲線），曲線的振幅可讓我們得知行星的質量。

### 範例

徑向速度與時間的變化

右圖是以都卜勒光譜學法觀測有行星環繞的恆星，其徑向速度變化的正弦曲線。實際觀察恆星時可能會有類似的圖形，雖然行星的軌道離心率可能使曲線變形，使其形狀比右圖更複雜。
本理論中恆星的徑向速度以 ±1m/s 以上變化時代表有物體繞行恆星，在恆星上產生拉力。根據开普勒定律，所觀測到的行星軌道週期（相等於觀測到的恆星光譜變化週期）可使用以下公式確定行星和其母星的距離（{\displaystyle r}）：
{\displaystyle r^{3}={\frac {GM_{star}}{4\pi ^{2}}}P_{star}^{2}\,}
在此：
- r 是行星和恆星的距離
- G 是萬有引力常數
- Mstar 是恆星質量
- Pstar 是觀測到的恆星光譜變化週期

確定距離 {\displaystyle r} 之後，可使用牛頓萬有引力定律和軌道方程式計算行星繞行恆星的速度：
{\displaystyle V_{PL}={\sqrt {GM_{star}/r}}\,}
這裡 {\displaystyle V_{PL}} 是行星繞行恆星的軌道速度。
行星質量可藉由算出的行星軌道速度求出：
{\displaystyle M_{PL}={\frac {M_{star}V_{star}}{V_{PL}}}\,}
這裡 {\displaystyle V_{star}} 是母星的軌道速度。觀測到的都卜勒效應位移速度是 {\displaystyle K=V_{star}\sin(i)}，這裡 i 是行星軌道面和觀察者視線的垂直線之間夾角。
因此，根據行星軌道傾角和恆星質量，觀測到的恆星徑向速度變化可用以計算系外行星質量。

## 徑向速度比較列表
| 行星質量                | 距離 (AU) | 徑向速度 (m/s) |
| ----------------------- | --------- | -------------- |
| 木星                    | 1         | 28.4           |
| 木星                    | 5         | 12.7           |
| 海王星                  | 0.1       | 4.8            |
| 海王星                  | 1         | 1.5            |
| 超級地球（5倍地球質量） | 0.1       | 1.4            |
| 超級地球（5倍地球質量） | 1         | 0.45           |
| 地球                    | 1         | 0.09           |

| 恆星質量 (太陽質量) | 行星質量 (地球質量) | 光度 (L0) | 光譜類型 | 紅矮星適居帶 (AU) | 徑向速度 (cm/s) | 軌道週期 (日) |
| ------------------- | ------------------- | --------- | -------- | ----------------- | --------------- | ------------- |
| 0.10                | 1.0                 | 8×10-4    | M8       | 0.028             | 168             | 6             |
| 0.21                | 1.0                 | 7.9×10-3  | M5       | 0.089             | 65              | 21            |
| 0.47                | 1.0                 | 6.3×10-2  | M0       | 0.25              | 26              | 67            |
| 0.65                | 1.0                 | 1.6×10-1  | K5       | 0.40              | 18              | 115           |
| 0.78                | 2.0                 | 4.0×10-1  | K0       | 0.63              | 25              | 209           |

## 限制

本圖是行星繞行恆星的示意圖。恆星的所有運動都沿著觀測者的視線；都卜勒光譜學可求出行星的真實質量

在本圖中恆星的所有運動都不沿著觀測者的視線，都卜勒光譜學法無法偵測行星。

都卜勒光譜學的主要問題是它只能量測沿著觀測者視線的運動，因此行星質量的測定取決於行星軌道傾角的量測（或預測）。如果行星的軌道面平行觀測者視線，恆星徑向速度變化的量測將是真值；但如果軌道面和觀測者視線有夾角，那行星對恆星運動的實際量將會比量測到的恆星徑向速度大，因為量測值只是平行視線的一個分量，因此行星實際質量比量測值大。
為了修正此效應以測定系外行星實際質量，徑向速度量測必須結合天體測量的值，也就是恆星在天球運動方向。天體測量讓研究員可以檢察天體是大質量行星或棕矮星。
進一步的問題是某些種類恆星外圍有氣體層圍繞，且氣體層會膨脹和收縮；以及一些恆星是變星。這些恆星的光譜會因為恆星內部因素而改變，而行星的運動對光譜影像相較之下過小，因此不適合用本法。
本法較適合偵測極為接近母恆星的大質量行星，即熱木星，因為大質量行星對母星的重力影響大，可產生明顯的徑向速度變化。觀測多個分離的譜線和多個行星公轉週期可以增加觀測的信噪比，增加觀測到較低質量和較遠行星的機會，但目前的儀器仍無法偵測質量相當地球的系外行星。

## 外部連結
- California and Carnegie Extrasolar Planet Search （页面存档备份，存于）
- The Planetary Society
- The Search for Extra-Solar Planets
- Space.com （页面存档备份，存于）
- STARE